# Каарло Аарні
Ка́арло А́арні (фін. Kaarlo Aarni; *2 серпня 1888 — 24 серпня 1954) — фінський актор і режисер.

## Біографічні дані
Навчався у відомих фінських акторів Е. Томпурі, А. Алберга, А. Ор'ятсало. Розпочав акторську діяльність у 1907 року в «Робітничому театрі» (Тампере), де працював до 1910 року. У 1910–1916 роках гастролював по країні, у 1916–1917 року працював у «Новому театрі» (Гельсінкі), в 1925–1927 роках — в театрі «Народна сцена» (Гельсінкі), у 1918–1925 і 1940–1948 роках — в «Таммерфорському театрі».
Від 1918 року відомий також як режисер. Ставив п'єси як національної, так і світової драматургії.
Аарні виховав багато акторів і режисерів фінського театру, значну увагу звертав на роботу сільських театральних гуртків. У 1929–1950 роках брав участь у роботі театрів невеликих міст (серед них — Тампере, Котка, Раума).
У 1947 році нагороджений найвищою нагородою Фінляндія для митців — «Pro Finlandia».

## Ролі
- Еско, Ееноккі, Сакеус («Сільські шевці», «Заручини», «Леа» Алексиса Ківі).
- Уолеві («Смерть Еліни» Нюмерса).
- Мальволіо («Дванадцята ніч»).

## Поставлені п'єси
- «Сільські шевці», «Куллерво», «Заручини», «Леа» Ківі.
- «Даніель Хьюрт» Векселля.
- «Жінки Ніскавуорн» («Кам'яне гніздо») Вуолійокі.
- «Гамлет», «Дванадцята ніч» Вільяма Шекспіра.
- «Воскресіння» (за Львом Толстим).
- «Ревізор» Миколи Гоголя.